# Ґрант (парафія)
Шаблон:StateAbbr_ 31°35′ пн. ш. 92°34′ зх. д. / 31.59° пн. ш. 92.56° зх. д.
Округ  Ґрант (англ. Grant Parish) — округ (парафія) у штаті  Луїзіана, США. Ідентифікатор округу 22043.

## Історія
Парафія утворена 1869 року.

## Демографія
За даними перепису 
2000 року 
загальне населення округу становило 18698 осіб, усе сільське.
Серед мешканців округу чоловіків було 9162, а жінок — 9536. В окрузі було 7073 домогосподарства, 5274 родин, які мешкали в 8531 будинках.
Середній розмір родини становив 3,06.
Віковий розподіл населення поданий у таблиці:
| Стать    | До 15 років | 15-21 | 22-29 | 30-39 | 40-49 | 50-65 | 65-85 | Понад 85 |
| -------- | ----------- | ----- | ----- | ----- | ----- | ----- | ----- | -------- |
| Чоловіки | 2214        | 903   | 874   | 1283  | 1343  | 1499  | 947   | 99       |
| Жінки    | 2163        | 909   | 904   | 1356  | 1333  | 1542  | 1157  | 172      |

## Суміжні округи
- Вінн — північ
- Ла-Салл — схід
- Рапід — південь
- Начітош — захід

## Виноски
1. ↑  U.S. Decennial Census. United States Census Bureau. Архів оригіналу за 26 квітня 2015. Процитовано 20 серпня 2014.
2. ↑  Historical Census Browser. University of Virginia Library. Архів оригіналу за 11 серпня 2012. Процитовано 20 серпня 2014.
3. ↑  Population of Counties by Decennial Census: 1900 to 1990. United States Census Bureau. Архів оригіналу за 15 вересня 2014. Процитовано 20 серпня 2014.
4. ↑  Census 2000 PHC-T-4. Ranking Tables for Counties: 1990 and 2000 (PDF). United States Census Bureau. Архів оригіналу (PDF) за 18 грудня 2014. Процитовано 20 серпня 2014.
5. ↑  State & County QuickFacts. United States Census Bureau. Архів оригіналу за 6 червня 2011. Процитовано 9 серпня 2013. [Архівовано 2011-06-06 у Wayback Machine.](англ.) Наведено за англійською вікіпедією.
6. ↑  American FactFinder. Бюро перепису населення США. Архів оригіналу за 26 лютого 2012. Процитовано 31 січня 2008. [Архівовано 2008-05-21 у Wayback Machine.]

| США | Це незавершена стаття з географії США. Ви можете допомогти проєкту, виправивши або дописавши її. |